# Maria Alda Nogueira
Maria Alda Barbosa Nogueira  (Alcântara, Lisboa, 19 de Março de 1923 – Lisboa, 5 de Março de 1998) foi uma política revolucionária comunista, feminista e anti-fascista portuguesa, militante do Partido Comunista Português. Por este partido foi Deputada à Assembleia Constituinte da III República Portuguesa e à Assembleia da República por mais de dez anos. Presa por motivos políticos pelo regime do Estado Novo, foi a mulher portuguesa que mais tempo seguido esteve encarcerada como presa política no mesmo estabelecimento prisional, num total de 9 anos e três meses da sua vida.

## Biografia

### Juventude
Nasce filha de Vitória de Jesus Barbosa Nogueira, costureira, e de António Pedro Nogueira, operário serralheiro mecânico, no bairro lisboeta de Alcântara a 19 de Março de 1923. Em Alcântara presenciará a Revolta dos Marinheiros de 1936 e se cruzará com os vizinhos José Magro e Joaquim Pires Jorge, fundamentais na sua formação política. Frequenta a Escola da Tapada em Alcântara, atualmente Escola Raul Lino, e o Liceu D. Filipa de Lencastre, onde foi durante vários anos presidente da Associação Escolar e colega de Maria Barroso e da futura militante Maria Helena Tavares Magro, a sua melhor amiga. É também aí aluna de Manuela Palma Carlos, ex-membro do Conselho Nacional das Mulheres Portuguesas (CNMP). Adere à Federação das Juventudes Comunistas Portuguesas e ainda frequentava a escola quando começa a oferecer o seu trabalho ao Socorro Vermelho Internacional para o qual recolhe roupa e agasalhos para serem enviados aos combatentes republicanos da Guerra Civil Espanhola.
Adere ao Partido Comunista Português em 1942, do qual integra a célula da Faculdade de Ciências da Universidade de Lisboa. Decorria a Segunda Guerra Mundial, e em prol do fim da guerra adere à Associação Feminina Portuguesa para a Paz. Participa nas contestações académicas do seu tempo, nomeadamente no combate dos alunos contra o triplicar do valor das propinas no ano lectivo de 1942/1943. Licencia-se em Ciências Físico-Químicas pela Universidade de Lisboa no ano lectivo de 1945/1946, após a qual inicia investigação no ramo. Será professora durante três anos em Olhão, onde lecionará aulas nocturnas para mulheres, e posteriormente em Lisboa na Escola da Voz do Operário e na Escola Alfredo da Silva no Barreiro.

### Acção Feminista
Conhece Maria Lamas em 1945 e com esta inicia uma actividade política e feminista regular no âmbito do Conselho Nacional das Mulheres Portuguesas, numa época em que este era extremamente activo. Destacada como professora no Algarve, consegue organizar diversas delegações do Conselho Nacional das Mulheres Portuguesas nesta região, em Faro, Olhão, Silves e Monchique. Nestas dinamiza de forma militante, entre outras actividades, cursos gratuitos de alfabetização para mulheres, que fariam comparecer ao largo onde morava centenas de operárias que desejavam aprender a ler e a escrever. 
Escreve nesta época para as publicações femininas “Mãos de Fada”, na revista “Modas & Bordados” e nas “Quatro Estações” e dá palestras sobre as mulheres e a ciência. O Conselho Nacional das Mulheres Portuguesas promoveria em Janeiro de 1947 a exposição Livros Escritos Por Mulheres na qual participará com a palestra "Uma Mulher e a Ciência". Esta exposição levaria o regime do Estado Novo a ilegalizar o Conselho Nacional das Mulheres Portuguesas.
Com as militantes comunistas Cecília Simões Areosa Feio e Maria das Dores Cabrita é muito activa na secção de Mobilização e Organização das Mulheres Comunistas. Subscreve as listas do Movimento de Unidade Democrática e trabalha na campanha presidencial de José Norton de Matos.

### Passagem à Clandestinidade
Em 1949, no seguimento da captura no Luso pela Polícia Internacional e de Defesa do Estado de três importantes quadros dirigentes do Partido Comunista Português na clandestinidade, Militão Ribeiro, Sofia Ferreira e Álvaro Cunhal, e sua consequente prisão por actividade política ilegal, será convidada pelo PCP a passar à clandestinidade como sua funcionária. Esperando que a sua tarefa na clandestinidade pudesse ser de curta duração para que lhe fosse possível retomar o estudo académico e usufruir da bolsa de estudos que lhe fora atribuída para estudar em Paris com Irène Joliot-Curie, inicia o estabelecimento de uma casa clandestina do PCP com Sérgio Vilarigues.

### Vida na Clandestinidade
Assumindo a partir de então a tarefa clandestina da organização e formação das mulheres comunistas, passará também a ser uma colaboradora regular na redação do jornal Avante!, do qual Sérgio Vilarigues foi nesses anos, a partir da prisão de Álvaro Cunhal até 1954, o redator principal. É também uma das redatoras de A Voz das Camaradas das Casas do Partido / 3 Páginas e de O Militante. Associa a vida clandestina ao trabalho intelectual e ao estudo académico, nunca suspendendo a leitura constante da literatura científica, que obtém através de militantes comunistas, tendo sempre em vista a prossecução constante do aprofundamento do seu conhecimento. 
Após quatro anos de vida clandestina, em casas do PCP em zonas agrícolas e piscatórias onde vivem com bastante austeridade, nasce em Dezembro de 1953 o filho de Maria Alda Nogueira e Sérgio Vilarigues. A criança irá viver com a avó materna antes de completar 4 anos de idade de forma a poder frequentar a escola e escapar à clandestinidade dos pais. 
Passa a integrar em 1956 o Comité Local de Lisboa do PCP e será uma das quatro mulheres eleitas para o Comité Central do Partido Comunista Português no V Congresso do PCP em 1957, a par de Cândida Ventura, Sofia Ferreira e Virgínia Moura. Entre 1957 e 1959 fez parte da Direcção da Organização Regional de Lisboa do PCP. Em 1958 trabalha na candidatura de Arlindo Vicente às eleições presidenciais de 1958 e coordena a promoção de greves operárias e protestos em Lisboa.

### Captura pela PIDE
A 4 de Outubro de 1959 a identidade de Maria Alda Nogueira será descoberta e esta capturada pela PIDE numa deslocação de táxi na Avenida da Liberdade a 15 de Outubro. Declarando-se comunista em resposta ao interrogatório policial, não passará qualquer informação à polícia política, que irá procurar o seu filho menor na escola sob forma de chantagem e tentativa de obtenção de informação. Será julgada em Tribunal Plenário um ano depois, a 22 de Outubro 1960, numa sessão onde não será ouvida pelo juiz, que ameaça envia-la de volta para a cela se insistir em ser ouvida. Terá como advogado de defesa Manuel João da Palma Carlos e como testemunhas abonatórias Maria Isabel Aboim Inglês, que foi ameaçada e não foi ouvida pelo juiz, Maria Lamas, Alice Torres Magalhães, Cecília Simões, Fernando Pedro Lopes Batista, Justino de Sousa Seabra. Será condenada à pena mais longa jamais atribuída a uma mulher por motivos políticos, num total de 8 anos de prisão efetiva à qual acumulava uma “medida de segurança de internamento” que poderia durar de 6 meses a 3 anos, passível de ser prorrogável arbitrariamente por tempo indeterminado. Ficará encarcerada na Prisão de Caxias. 

### Vida na Prisão
Será com Sofia Ferreira responsável pela célula do PCP em Caxias. Em 1961 consegue fazer sair da prisão o Manifesto de Caxias, um testemunho escrito dirigido às organizações femininas e democráticas de todo o mundo assinado por si e pelas militantes comunistas presas Maria Luísa da Costa Dias, Maria Albertina Diogo, Ivone Dias Lourenço, Aida de Freitas Loureiro Magro, Maria da Piedade Gomes dos Santos, Maria Ângela Vidal, Aida da Conceição Paula e Fernanda de Paiva Tomás, documento esse que representou uma importante descrição para o exterior das condições a que o regime ditatorial português sujeitava as mulheres prisioneiras. Nunca lhe foram autorizados encontros com o filho, António Vilarigues. Em 1967 inicia o cumprimento das “medidas de segurança”, período em que é seu advogado Jorge Sampaio. Cumpre um total de dez anos de pena, dos seus 35 aos seus 45 anos de idade.

### Regresso à Clandestinidade
Após a sua libertação em liberdade condicional em Dezembro de 1968, um dia antes do previsto de forma a que não tivesse ninguém à sua espera, é constantemente vigiada pela PIDE. Retoma a clandestinidade. Será em Janeiro 1970 que conseguirá passar a fronteira com o apoio técnico de Margarida Tengarrinha, encontrando Álvaro Cunhal em Paris de ponde parte tendo como destino exilar-se na União Soviética. Viverá posteriormente também na Roménia, onde trabalhará na ilegal Rádio Portugal Livre escrevendo e difundindo propaganda comunista para Portugal. Iria passar uma temporada também na Bélgica, onde estava no dia da Revolução dos Cravos, a 25 de Abril de 1974.

### Deputada à Assembleia da República
Regressa imediatamente a Portugal, voltando a viver em Alcântara, onde sempre viverá a partir de então. Retoma o seu lugar no Comité Central do PCP e será em 1975 candidata por este partido à Assembleia Constituinte, para a qual será eleita. Em 1976 será por sua vez candidata pelo PCP à Assembleia da República, para a qual é também eleita e da qual será deputada por dez anos, entre 1976 e 1986. Será durante anos vice-presidente do Grupo Parlamentar do PCP e Presidente da Comissão Parlamentar para a Condição da Mulher entre 1983 e 1985. Torna-se membro activo do Movimento Democrático de Mulheres (MDM).

### Autora
Foi autora de vários livros infantis cuja escrita iniciou na prisão. A Viagem Numa Gota de Água ou A Viagem Numa Flor foram inspirados em perguntas que o irmão e o filho lhe fizeram quando era criança. É também autora de As Coisas Também Estão Zangadas e do texto auto-biográfico Uma Mulher, Uma Vida, Uma História de Amor publicado pelo Movimento Democrático de Mulheres. Escreveu para o Jornal do Fundão, para a regista Modas e Bordados e para Os Nosso Filhos.

### Falecimento
Morreu em Lisboa no dia 5 de Março de 1998 e o seu funeral no Cemitério do Alto de São João teve honras de estado, com a presença do Presidente da República Portuguesa Jorge Sampaio.

## Homenagens e distinções

### Busto
É uma das duas únicas deputadas do sexo feminino, juntamente com Natália Correia, cujos bustos constam dos corredores da Assembleia da República Portuguesa. O seu busto, esculpido pelo escultor António Trindade pode ser visitado nos claustros do Parlamento. 

### Publicações
O Parlamento Português publica em 2019 um livro sobre a sua vida, da autoria de Maria Alice Dias de Albergaria Samara.

### Condecorações
É homenageada em 1987 com a Distinção de Honra do Movimento Democrático de Mulheres, atribuída em sessão solene na Aula Magna da Reitoria da Universidade de Lisboa. 
A 19 de maio de 1989, foi agraciada com o grau de Grande-Oficial da Ordem da Liberdade.

### Toponímia
O seu nome foi atribuído à toponímia de vias nas localidades portuguesas de Paio Pires, no Seixal, do Feijó em Almada, da Amadora e da freguesia de Belém, em Lisboa.
Em 2024, foi descerrada uma placa de homenagem, na rua José Dias Coelho, na freguesia de Alcântara, em Lisboa.